# Ablabera delicatula
Ablabera delicatula is een keversoort uit de familie bladsprietkevers (Scarabaeidae). De wetenschappelijke naam van de soort werd voor het eerst geldig gepubliceerd in 1908 door Peringuey.